# Füleki Sándor
Füleki Sándor gitáros az A.M.D., a Leukémia, a Mood és a Wall of Sleep együttesek alapítója, a magyar metal színtér egyik meghatározó alakja. 

## Pályafutása
Füleki 1986-ban alapította meg harmadmagával különleges hangzású hardcore együttesét, a Leukémiát. Két demófelvétel után 1993-ban a Trottel Records kiadásában megjelent Közel a fejhajlító géphez című első albumuk, amely a műfaj hazai klasszikusának számít. A Leukémia mellett Füleki 1988-89-ben a szintén meghatározó hardcore zenekarban, az A.M.D.-ben is részt vett. Egy nyugat-európai turné során rögzítették a Sucking Stalin Tour című koncertalbumot, ami német nyelvterületen kazettán került kiadásra.
Füleki a Leukémiából az első lemez megjelenése után lépett ki, hogy az együttes akkori énekes-basszusgitárosával, Holdampf Gáborral közösen megalakítsák a teljesen eltérő stílusú Mood zenekart. A Mood 1994-től 2001-ig működött, és ez idő alatt a Black Sabbath, Saint Vitus, Trouble zenekarok fémjelezte doom metal stílus első számú magyar képviselőivé váltak. Pályafutása során az együttes négy nagylemezt jelentett meg. 
A Mood feloszlása után Füleki és Holdampf együtt hozták létre a Wall Of Sleep együttest, amely kezdetben az elődzenekar munkásságát folytatta. Holdampf 2009-es kiválása után Füleki hard rockosabb irányban vitte tovább a zenekart.

## Diszkográfia
Leukémia
- Apokalipszis (demo, 1989)
- Kívül (demo, 1991)
- Közel a fejhajlító géphez (1993)

A.M.D.
- Demo ’88
- Sucking Stalin Tour (koncert, 1989)
- Temetetlen múlt (2021)

Mood
- Burning Slow (demo, 1996)
- Vol. 1 (1996)
- Slow Down (1997)
- Wombocosmic (1999)
- The Fourth Ride of Doomanoids (2001)
- The Last Ride of Doomanoids (koncert DVD, 2007)
- Glow, Burn, Live (koncert DVD, 2020)

Wall Of Sleep
- Overlook the All (EP, 2002)
- Slow but Not Dead (2003)
- Sun Faced Apostles (2005)
- And Hell Followed with Him (2007)
- When Mountains Roar (2010)
- No Quarter Given (2014)
- The Road Through the Never (2018)
- The Kingdom (2025)

Közreműködései
- Ossian – Az utolsó lázadó (EP, 1999) – gitár a Hé, Te! dalban
- Nadir – The Underground Heroes (2011) – gitár a Gorefest-feldolgozásban
- Bloody Roots – Isten kezében (2010) – gitár és zeneszerző az Árva világ, árva fia dalban